# Norma Huidobro
 (juin 2020).
Si vous disposez d'ouvrages ou d'articles de référence ou si vous connaissez des sites web de qualité traitant du thème abordé ici, merci de compléter l'article en donnant les références utiles à sa vérifiabilité et en les liant à la section « Notes et références ».
Pour les articles homonymes, voir Huidobro.
Œuvres principales
Octobre, un crime (2004) 
 Los casos de Anita Demare (2012 à 2016)
Compléments
Anita mène l'enquête (le parapluie à fleurs
Norma Huidobro, née le 28 juillet 1949 à Lanús, dans la province de Buenos Aires, est une écrivaine, philosophe et professeure argentine connue pour son roman Octobre, un crime.

## Biographie
Norma Huidobro nait en 1949 à Lanús. Elle reçoit un diplôme de lettres après des études à l'Université de Buenos Aires. Elle a enseigné des cours de langue et de littérature dans plusieurs écoles secondaires et a animé plusieurs ateliers littéraires. La plupart de ses œuvres sont destinées aux enfants et aux adolescents, bien qu'elle ait écrit certains ouvrages pour adultes.

## Distinctions
Elle reçoit en 2000 le prix Lire, c'est vivre accordé par la mairie (es) de León, en collaboration avec le Grupo Everest, dans la catégorie enfants pour son livre Los cuentos del abuelo Florián. En 2004, son roman Octobre, un crime reçoit le  Prix du bateau à vapeur (es) d'Editorial SM. C'est au tour de son roman Le Lieu perdu de recevoir un prix, en 2007, avec le prix Clairon de roman.

## Œuvre

### SérieLos casos de Anita Demare
- El anillo de esmeraldas, Grupo Editorial Norma, 2012,  (ISBN 9789875453012) ;
- El paraguas floreado, Grupo Editorial Norma, 2012,  (ISBN 978-987-54-5302-9) ;
- Una luz muy extraña, Grupo Editorial Norma, 2013 ,  (ISBN 978-987-54-5611-2) ;
- La gata en el balcón, Grupo Editorial Norma, 2014,  (ISBN 978-987-545-654-9) ;
- La sopa envenenada, Grupo Editorial Norma, 2016,  (ISBN 9789875457058) .

### Autres
- ¿Quién conoce a Greta Garbo?, Grupo Editorial Norma, 2000,  (ISBN 978-987-9334-53-9) ;
- El sospechoso viste de negro, Grupo Editorial Norma, 2001,  (ISBN 978-987-545-036-3) ;
- Octobre, un crime (Octubre, un crimen), Editorial SM, 2004,  (ISBN 978-987-573-002-1) ;
- Le mystère du majordome (El misterio del mayordomo), Grupo Editorial Norma, 2005,  (ISBN 978-987-545-213-8) ;
- Sopa de diamantes, Grupo Editorial Norma, 2006,  (ISBN 978-987-545-393-7) ;
- El misterio de la casa verde, Grupo Editorial Norma, 2007,  (ISBN 978-987-545-430-9) ;
- Le Lieu perdu (El lugar perdido), Arte Gráfico Editorial Argentino, 2007,  (ISBN 978-987-07-0162-0) ;
- Juanita y el misterio del conejo, Grupo Editorial Norma, 2007,  (ISBN 978-987-545-475-0) ;
- La casa de la viuda, Del Naranjo, 2008,  (ISBN 978-987-1343-06-5) ;
- Un secret à la fenêtre (Un secreto en la ventana), Editorial SM, 2009,  (ISBN 978-987-573-162-2) ;
- La tercera puerta, Grupo Editorial Norma, 2009,  (ISBN 978-987-545-564-1) ;
- Te espero en la plaza, Del Naranjo, 2010,  (ISBN 978-987-1343-20-1) ;
- El pan de la serpiente, Grupo Editorial Norma, 2010,  (ISBN 978-987-545-241-1) ;
- Un fantasma en San Telmo, Del Naranjo, 2010,  (ISBN 978-987-1343-28-7) ;
- Josepérez, astronauta, Editorial SM, 2010,  (ISBN 978-987-573-478-4) ;
- La mujer del sombrero azul, Sudamericana, 2011,  (ISBN 978-950-07-3512-4) ;
- El ladrón de ciruelas, Planeta, 2012,  (ISBN 978-950-49-2803-4) ;
- Tres cisnes bajo la luna, Abran Cancha, 2013,  (ISBN 978-987-1865-27-7) ;
- Cleopatra lo sabía, Sudamericana, 2015,  (ISBN 978-950-07-5216-9) ;
- Un tren a ningún lugar, Editorial SM, 2018,  (ISBN 978-987-731-717-6) ;
- El pirata y la bailarina, Grupo Editorial Norma, 2018,  (ISBN 978-987-545-735-5).